# 佐々木裕一 (社会学者)
佐々木 裕一（ささき ゆういち、1968年 - ）は、日本の社会学者、経営学者。東京経済大学教授、コミュニケーション学部長。専門は情報社会論、ソーシャルメディア研究で、電気通信普及財団テレコム社会科学賞奨励賞受賞。

## 略歴
東京都出身。1992年一橋大学社会学部卒業。大学在学中HEC経営大学院留学。電通入社後、2009年に「Web空間における「情報間の関係性」が持つ経済的価値についての研究 : Webページ遷移パターンとコンテンツマッチ広告のクリックとの関係」により慶應義塾大学大学院政策・メディア研究科博士課程修了、博士（政策・メディア）を取得。
電通、アーサー・D・リトル日本法人、NTTデータ経営研究所勤務を経て、2007年東京経済大学コミュニケーション学部専任講師。2010年准教授。2017年教授。この間、2011年から2013年までカリフォルニア大学サンディエゴ校訪問研究員。
2024年、東京経済大学コミュニケーション学部学部長。

## 著作

### 単著
- 『ソーシャルメディア四半世紀：情報資本主義に飲み込まれる時間とコンテンツ』（日本経済新聞出版社, 2018年）

### 共編著
- 『シェアウェア : もうひとつの経済システム』（NTT出版, 1988年）
- 『Linuxはいかにしてビジネスになったか : コミュニティ・アライアンス戦略』（NTT出版, 2000年）
- 『コミュニケーション学がわかるブックガイド』（NTT出版, 2014年）
- 『デジタルの際 情報と物質が交わる現在地点』（聖学院大学出版会, 2014年）
- 『ツイッターの心理学 : 情報環境と利用者行動』（誠信書房, 2016年、テレコム社会科学賞奨励賞）
- 『スマホでYouTubeにハマるを科学する』（日本経済新聞出版社, 2023年、テレコム人文学・社会科学賞）